# Moskowitersaal

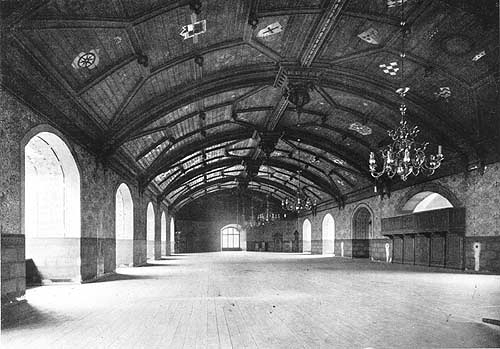
La Moskowitersaal

La Moskowitersaal (letteralmente Sala dei moscoviti) era una sala del Castello di Königsberg, presso l'omonima città nella Prussia orientale (l'attuale Kaliningrad, in Russia). Dopo il suo completamento, per le sue mastodontiche dimensioni (82 x 18 x 6 m) e la mancanza di colonne o pilastri interni per sostenerne la volta, venne lodata per secoli come un capolavoro di ingegneria strutturale e fu per molto tempo la più grande sala coperta dell'intera Germania. È stata demolita dalle autorità sovietiche insieme al resto del castello nel 1968.

## Storia
Il margravio Giorgio Federico di Brandeburgo-Ansbach, nel 1578, affiancò e progressivamente sostituì il duca Alberto Federico di Prussia nella sua reggenza della Prussia e da subito iniziò ad interessarsi al Castello di Königsberg, ritenendolo un monumento da utilizzare e riqualificare verso nuove esigenze. Con l'intento di farne un vero e proprio palazzo di residenza, egli iniziò a dotare la struttura di una cappella palatina e di diverse stanze di rappresentanza per la famiglia ducale e per la corte. La costruzione di questa sala rientrò in quel progetto ed ebbe inizio nel 1584 per opera di Blasius Berwart che già la portò a termine nella sua struttura nel 1587, per poi terminare tutti gli apparati decorativi nel 1594. Il prodotto finale che ne risultò fu un grande salone per feste da ballo e banchetti che poteva ospitare sino a 3000 persone.
Il primo grande evento ospitato dalla sala furono i festeggiamenti per le nozze del principe ereditario del Brandeburgo, Giovanni Sigismondo, con Anna, figlia del duca Alberto Federico, e quelli per l'incoronazione di Federico I a primo re di Prussia nel 1701. Tra il 1711 ed il 1713 nelle sue annuali visite in Germania, qui venne ospitato lo zar Pietro I durante i festeggiamenti per la sua permanenza e da questi eventi specifici la sala prese il nome tradizionale di Moskowitersaal, ovvero appunto "sala dei moscoviti".
Nel 1844 la sala ospitò i festeggiamenti per il 300º anniversario della fondazione dell'università cittadina. Nel 1924 la sala venne convertita nel Museo della Prussia con alcuni pezzi d'eccezione qui esposti tra cui la carrozza del Grande Elettore, nonché tutte le bandiere storiche dell'esercito prussiano.